# Corrado Barazzutti
Corrado Barazzutti (* 19. února 1953 Udine) je bývalý italský profesionální tenista. Na profesionálních okruzích vyhrál pět turnajů ve dvouhře a jeden ve čtyřhře, když spolu s Panattou triumfovali v roce 1978 ve Florencii. Pětkrát hrál finále deblové události.
V roce 2001 se stal nehrajícím kapitánem italského daviscupového týmu a roku 2002 zároveň kapitánem fedcupového družstva Italek, s nímž získal čtyři tituly v letech 2006, 2009, 2010 a 2013.
Na žebříčku ATP byl nejvýše ve dvouhře klasifikován v srpnu 1978 na 7. místě a ve čtyřhře pak v červenci 1984 na 372. místě. Na juniorském žebříčku ITF byl nejvýše hodnocen na 5. místě.
V roce 1971 vyhrál juniorský Orange Bowl a také juniorku na French Open. O rok dříve debutoval v italském daviscupovém týmu, za který odehrál celkem 44 zápasů. V roce 1976 byl členem vítězného družstva, které získalo salátovou mísu. V letech 1977, 1979 a 1980 pak pomohl týmu do finále soutěže.
Nejlepším výsledkem na Grand Slamu jsou dvě semifinálové účasti na US Open 1977 a French Open 1978. V prvním případě jej porazil Jimmy Connors, ve druhém pak Björn Borg. Na Turnaji mistrů si zahrál základní skupinu v roce 1978. Z druhého závěrečného turnaje sezóny, World Championship Tennis Finals 1978, odešel poražen v semifinále.
V roce 1980 hrál ve finále Davis Cupu v Praze za Itálii proti tehdejšímu Československu, které Itálie prohrála 4:1.

## Finále Grand Prix
| Legend                          |
| ------------------------------- |
| Grand Slam (0)                  |
| Grand Prix Masters (0)          |
| Grand Prix Super Series (0–2)   |
| Grand Prix Regular Series (5–6) |

### Dvouhra

#### Vítěz (5)
| č. | datum             | turnaj                         | povrch    | poražený finalista | výsledek                |
| -- | ----------------- | ------------------------------ | --------- | ------------------ | ----------------------- |
| 1. | 11. dubna 1976    | ATP Nice                       | antuka    | Jan Kodeš          | 6–2, 2–6, 5–7, 7–6, 8–6 |
| 2. | 25. dubna 1977    | Carolinas International Tennis | tvrdý     | Eddie Dibbs        | 7–6, 6–0                |
| 3. | 9. července 1977  | Swedish Open                   | antuka    | Balázs Taróczy     | 7–6, 6–7, 6–2           |
| 4. | 6. listopadu 1977 | Paris Open                     | tvrdý (h) | Brian Gottfried    | 7–6, 7–6, 6–7, 3–6, 6–4 |
| 5. | 9. březen 1980    | Cairo Open                     | antuka    | Paolo Bertolucci   | 6–4, 6–0                |

#### Finalista
| č. | datum             | turnaj                               | povrch    | vítěz             | výsledek           |
| -- | ----------------- | ------------------------------------ | --------- | ----------------- | ------------------ |
| 1. | 2. listopadu 1975 | Philippine International             | tvrdý     | Ross Case         | 3–6, 1–6           |
| 2. | 10. července 1976 | Swedish Open (1)                     | antuka    | Antonio Zugarelli | 6–4, 5–7, 2–6      |
| 3. | 7. listopadu 1976 | Japan Open Tennis Championships      | tvrdý     | Roscoe Tanner     | 3–6, 2–6           |
| 4. | 10. dubna 1977    | Monte Carlo Open                     | antuka    | Björn Borg        | 3–6, 5–7, 0–6      |
| 5. | 30. dubna 1978    | Alan King Tennis Classic             | tvrdý     | Harold Solomon    | 1–6, 0–3skreč      |
| 6. | 23. července 1978 | Swedish Open (2)                     | antuka    | Björn Borg        | 1–6, 2–6           |
| 7. | 23. září 1979     | Campionati Internazionali di Sicilia | antuka    | Björn Borg        | 4–6, 0–6, 4–6      |
| 8. | 4. listopadu 1979 | Paris Open                           | tvrdý (h) | Harold Solomon    | 3–6, 6–2, 3–6, 4–6 |